# Augustine Rubit
Augustine „Auggie“ Cuero Rubit (* 14. August 1989 in Houston, Texas) ist ein amerikanischer Basketballspieler.

## Karriere

### NCAA
Augustine Rubit spielte bei den South Alabama Jaguars in der Sun Belt Conference. Rubit stellte den zuvor 17 Jahre lang bestehenden den Reboundrekord von 1010 in der Sun Belt Conference von Muntrelle Dobbins ein und baute die Bestmarke bis zu seinem Abschlussjahr auf insgesamt 1183 aus. Außerdem war Rubit bei seinem Abschied von der Hochschulmannschaft mit 1917 Punkten der zweitbeste Korbschütze und mit 136 Blocks Drittbester in der Geschichte der University of South Alabama.

### Profikarriere
Rubit begann seine Karriere als Basketballprofi in Deutschland bei den Walter Tigers Tübingen in der Basketball-Bundesliga. Er erhielt einen Einjahresvertrag in der Neckarstadt für die Spielzeit 2014/15. Mit 14 Punkten und 7,3 Rebounds pro Spiel wurde Rubit auf Anhieb zum bestimmenden Tübinger Spieler und trug maßgeblich zum erneuten Klassenerhalt der Mannschaft bei.
Nach Ablauf seines Vertrages im Sommer 2015 schloss er sich zur Saison 2015/2016 Ratiopharm Ulm an. Mit Ulm als Hauptrundensiebtem zog Rubit in die Bundesliga-Playoffs ein und wurde letztlich Deutscher Vizemeister. Im Eurocup qualifizierte sich Rubit mit der Ulmer Mannschaft für die zweite Gruppenphase, in der man später ausschied. Auch in der Eurocup-Saison 2016/17 schied Rubit mit Ulm früh in der zweiten Gruppenphase sieglos aus.
Im Sommer 2017 unterschrieb Rubit einen Dreijahresvertrag beim deutschen Serienmeister Brose Bamberg und trat mit ihm in der Saison 2017/18 auch in der Euroleague an. In dem europäischen Vereinswettbewerb brachte er es auf 10,1 Punkte und 4,7 Rebounds pro Partie sowie in der Bundesliga auf 14,5 Punkte und 5,1 Rebounds je Begegnung.
Im Juli 2019 wurde Rubit von Olympiakos Piräus verpflichtet. In der folgenden Saison spielte er für Zalgiris Kaunas in Litauen. Bei beiden Mannschaften hatte Rubit in der Euroleague geringere Spielanteile als in seinem letzten Jahr in Bamberg. Im Sommer 2021 wechselte er zurück nach Deutschland und schloss sich dem FC Bayern München an. 2022 erreichte er mit der Mannschaft in der Euroleague das Viertelfinale. Im Februar 2023 zog er sich im Halbfinale des deutschen Pokalwettbewerbs einen Riss der Achillessehne zu.
Im April 2024 wurde er vom abstiegsbedrohten Bundesligisten Rostock Seawolves verpflichtet. Er trug zum Klassenerhalt der Mecklenburger bei und wechselte im Sommer 2024 dann zum Al Kuwait SC. Im August 2025 wurde er von Lietkabelis Panevėžys aus Litauen verpflichtet.

## Persönliches
Rubit wuchs im US-Bundesstaat Texas als eines von sieben Kindern unter eher schwierigen Verhältnissen auf.

## Erfolge
- Freshman des Jahres der Sun Belt Conference 2011
- First-Team All-Sun Belt Conference 2012
- Spieler des Jahres der Sun Belt Conference 2013[10]
- Second-Team All-Sun Belt Conference 2014
- Deutscher Pokalsieger 2023